# Paradiestus aurantiacus
Paradiestus aurantiacus is een spinnensoort uit de familie van de loopspinnen (Corinnidae).
De wetenschappelijke naam van de soort werd in 1915 gepubliceerd door Cândido Firmino de Mello-Leitão.